# Dreambeach
Dreambeach és un festival de música electrònica que se celebra anualment des de 2012 a la platja de Palomares, dins del municipi andalús de Cuevas del Almanzora. El festival rep el seu nom de la seva antiga ubicació, a la població de Villaricos Dreambeach és l'hereu del famós Creamfields Andalusia, el qual va deixar de celebrar-se el 2012. Des de 2019 el festival celebra també una edició a Xile.